# Перо Тафур
Перо́ Тафу́р  (исп. Pedro Tafur; ок. 1405/1410, Севилья — 1484, Кордова) — уроженец Испании, кастильский идальго, известный современности как путешественник, отправившийся в мореплавание в 1436 году, и писатель, составитель путевых заметок под названием «Странствия и путешествия». Подданный короля Кастилии и Леона Хуана II Кастильского.

## Биография
Перо Тафур — уроженец Испании, а именно, её исторического региона — Кастилии, состоящей из двух областей: Старой Кастилии в северо-западной Испании и Новой Кастилии в центре страны. Перо Тафур, временем рождения которого принято считать период с 1405 по 1410 годы, является современником периода Испании, для которого характерно сильнейшее влияние рыцарской идеи в высших слоях общества, в кругах кастильских идальго — привилегированной части общества, нобилитета.
Факты Жизни Перо Тафура дошли до нас только частично, и многие из них имеют спорный характер: на сегодняшний день мы располагаем сравнительно небольшим количеством документальных источников, дающих представление об истории жизни путешественника; особенность же их заключается в том, что они касаются исключительно последних лет жизни Тафура.
Существует несколько гипотез на счет места рождения Перо Тафура, выдвинутых исследователями. Согласно первой из них, Перо Тафур был уроженцем Кордовы, города южной части Испании, столице нынешней провинции Кордова. Предполагаемым родоначальником рода Тафуров являлся Перо Руис Тафур — участник взятия Кордовы христианами в 1236 году, сыгравший заметную роль в военной кампании. Согласно второй теории, местом рождения путешественника является Севилья, портовый город южной части Испании. В пользу этой теории свидетельствует тот факт, что, по словам самого Тафура, воспитан он был в Севилье, в доме Луиса де Гусмана; кроме того, книга «Странствия и путешествия» была посвящена сеньору дону Фернандо де Гусману, главному командору ордена Калатрава, к дому которого относился и сам Тафур, и Луис де Гусман. Кроме того, Севилья часто упоминается путешественником в его книге, сравнивается с другими крупными городами, встреченными во время путешествия.
Будучи выходцем из не самого знатного рода, Тафур располагал, при этом, внушительными денежными средствами, что отчасти и позволило ему совершить такое грандиозное по тем временам предприятие, как плавание по Средиземному и Чёрному морям. Также Тафур являлся подданным тогдашнего короля Кастилии и Леона Хуана II Кастильского и кавалером ордена Чешуи, что говорит об уважаемом положении путешественника, так как эта награда являлась высшей при дворе в то время.

## Путешествие
Мореплавание, предпринятое кастильским идальго, проходило с ноября 1436 по май 1439 года и охватывало невероятно широкие для того времени территории. На пути лежали такие государства, как: Марокко, Генуя, Флоренция, Венеция, Папское государство, Кипр, Египет, Ливан, Трабзон и Крым, Византия, Швейцария, Австрия, Венгрия, Сицилия (Арагон).

### В Византии
Находясь в окруженном турками Константинополе в 1438—1439, Педро не побоялся представиться императору его «дальним родственником». Находясь в состоянии отчаяния и безнадежности перед турецкой угрозой, василевс с радостью принял «родственника», надеясь на его помощь в борьбе с турками. Оба они наблюдали за маршем огромной турецкой армии с крепостных стен обезлюдевшего и запущенного города. При этом на самого Тафура турецкая армия произвела впечатление лишь своей многочисленностью на фоне малолюдного Константинополя, который к тому времени представлял из себя горстку из 13 посёлков и деревушек, разделённых садами и кукурузными полями. Никаких выдающихся стратегических, оружейных или военных навыков у турок Тафур не увидел. Грозными они ему показались только в сравнению с жалкими и деморализованными греками, которых от турок ограждали только ветшающие стены Константинополя.

### Причины и мотивы мореплавания
Согласно данным книги Тафура, его путешествие состоялось по его же личному желанию, и он сам четко обозначает причины, побудившие к столь крупному начинанию.
- Первая из них — это желание проявить отвагу и, что самое главное, рыцарскую доблесть, этика которой была развита в то время в Кастилии.
- Вторая — намерение ознакомиться с государственным устройством других стран, с образом жизни других народов для дальнейшего перенятия работоспособных их элементов родной страной Тафура и извлечения из этого пользы. Данная цель, возможно, объясняется бурным ростом торговли и экономики в целом в Кастилии. Кроме того, цель эта во многом имеет бюргерский оттенок, в чём-то сходный с ренессансным интересом к миру вообще и к его разумному устройству в частности[5].

### «Странствия и путешествия»
Книга «Странствий и путешествий» — произведение, написанное в стиле путевых заметок, повествующее о ходе путешествия и дающее описание произошедших по пути событий, отдельных людей, встретившихся Тафуру, увиденных им местах а также дающее авторскую оценку всему происходящему и, в частности, обычаям и нравам народов, с которыми контактировал Перо Тафур. Последнему отводится весьма много внимания.
Тот факт, что книга написана Тафуром через пятнадцать лет после окончания самого путешествия, лишь около 1453—1454 годов, приближает её к жанру мемуаров. Однако, несмотря на то, что книга написана в стиле дневниковых записей, дневником как таковым она не является. Данные, включаемые Тафуром, подвергались тщательной фильтрации, иными словами, были призваны служить определённой цели. Одной из целей, наряду с возникшим чувством ностальгии по прошлому и впечатлениями от падения Константинополя, вполне возможно, являлось стремление Тафура напомнить о себе при королевском дворе и, вполне вероятно, тем самым снискать себе славу и в дополнение достойное служебное место.

### Издания книги
Существование сочинения о странствиях Перо Тафура никогда не было тайной, его упоминают и цитируют в своих трудах испанские авторы XVI—XVIII веков.
- Однако лишь в 1874 году в «Коллекции редкостных и забавных испанских книг» появилось издание «Странствий и путешествий Перо Тафура по всему свету», подготовленное академиком Маркосом Хименесом де ла Эспадой (1831—1898) по единственной известной рукописной копии. Данное издание стало основой для всех последующих публикаций.
- В 1926 году вышел полный перевод книги Тафура на английский язык, подготовленный Малькольмом Леттсом.
- В 1982 году профессором Франсиско Лопесом Эстрадой было осуществлено третье издание книги Тафура. Оно включило в себя полное факсимильное воспроизведение издания 1874 года, а также не совсем полный библиографический обзор, новые указатели и перепечатку подробного исследования монсеньора X. Вивеса о книге[3].

## Жизнь после путешествия
О последнем периоде жизни Перо Тафура есть целый ряд документальных свидетельств, из которых можно заключить, что его книга не попала в свою скрытую цель: автор не оказался нужным при дворе и последние годы жизни провел в провинциальной Кордове. Об этом свидетельствуют различные кордовские документы по купле-продаже от 1460, 1469, 1476 и 1477 годов, в которых фигурирует имя Тафура, В течение 1479 года оно неоднократно фигурирует и в актах аюнтамьенто — городского совета.
Путешественник имел законную супругу по имени Хуана Ороско, чье завещание от 1490 года даёт основания предполагать, что Перо Тафур умер до 1485 года. Скорее всего его смерть может быть отнесена к 1480 году, ибо в этом году его имя перестает появляться в городских актах. Также известно, что у Тафура был сын Хуан, также член аюнтамьенто в 1479 году, а также трех дочерей: Марию, Майор и Элену.

## Значение
При прочтении «Странствий и путешествий» можно увидеть неподдельный интерес путешественника к народам, с которыми он контактировал, о чём говорит его отнюдь не критичный, а «любопытствующий» стиль изложения. Все «воспоминания» имеют риторическую, идейную основу, зачастую содержат в себе смысл гораздо больший, чем может показаться на первый взгляд. С одной стороны, путешественник стремился доказать свою знатность, а также прославиться, проявить себя в качестве «героя» в нелегком путешествии. С другой стороны, он отстаивал интересы высших слоев общества — «благородных идальго», исходя, конечно, из собственного ментального восприятия.
В итоге, насколько нам известно по историческим источникам, не все преследуемые цели были достигнуты — время после путешествия Тафур находился на невысокой должности в небольшом, самом обычном испанском городке . Однако труд путешественника оказался ценен для историков более позднего времени, включая настоящее. Упоминания его имени в качестве авторитетного источника мы можем увидеть в работах по описанию Трапезунда, турецкого завоевания, в статьях, посвященных другим путешественникам, последующим после Тафура и т. п. И, наконец, очень важно то, что «Странствия и путешествия» послужили чем-то вроде путеводителя для путешественников эпохи великих географических открытий.